# Ernest Chausson
Amédée-Ernest Chausson (Párizs, 1855. január 20. – Limay, 1899. június 10.) francia romantikus zeneszerző.

## Élete
Ernest Chausson 1855. január 20-án született Párizsban, tehetős polgárcsaládban. Ő volt az egyetlen örököse annak az építési vállalkozónak, aki az 1850-es években Párizs újjáépítésében Haussmann bárót segítette. Az apja kedvéért Chausson jogot tanult, és ügyvédi állást kapott a fellebbviteli bíróságon, de kevés érdeklődést mutatott a szakma iránt. Gyakori látogatója volt a párizsi szalonoknak, ahol olyan hírességekkel ismerkedett meg, mint Henri Fantin-Latour, Odilon Redon vagy Vincent d'Indy. Mielőtt a zenei pályát választotta, megpróbálkozott az írással és a rajzolással is.
1879-ben, 24 éves korában kezdett Jules Massenet zeneszerzés osztályára járni a párizsi konzervatóriumban. Massenet „kivételes személyként és igazi művészént” tekintett rá. Chausson már korábban is szerzett zongoraműveket és dalokat, ennek ellenére a legkorábbi fennmaradt kéziratain Massenet javításai láthatók. A párizsi konzervatóriumban Chausson  César Francknál is tanult, akivel szoros barátságot kötött, amely egészen Franck 1890-es haláláig tartott. Chausson 1881-ben félbe hagyta tanulmányait, miután nem sikerült elnyernie a Római-díjat. 1882-ben és 1883-ban több alkalommal Bayreuthba látogatott, hogy meghallgassa Wagner operáit. Az első útjára, Wagner Parsifaljára  D'Indy kísérte el, a másodikra már új házastársával, Jeanne Escudier-vel (1862-1936) érkezett, akitől később öt gyermeke született.
1886-tól 1899-ben bekövetkezett haláláig Chausson volt a Société Nationale de Musique (Nemzeti Zenei Társaság) titkára. A saját otthonában (22 Boulevard de Courcelles, a Parc Monceau közelében) számos neves művészt fogadott, köztük Henri Duparc, Gabriel Fauré, Claude Debussy, Isaac Albéniz zeneszerzőket, Mallarmé költőt,  Turgenyev orosz regényírót és Monet impresszionista festőt. Chausson említésre méltó festménygyűjteménnyel is rendelkezett.

## Halála
Mindössze 44 éves korában halt meg egyik vidéki pihenőhelyén a Chassée de Musset-ban, (Limay, Yvelines). Kerékpározás közben egy lejtőn elvesztette uralmát járműve felett, egy téglafalnak csapódott és azonnal szörnyethalt. A pontos körülmények máig homályban maradtak; bár az eset sajnálatos baleset lehetett, felmerült az öngyilkosság lehetősége is, mivel Chausson hajlamos volt a depresszióra. Ezt az öngyilkosság-elméletet Debussy életrajzírója, Edward Lockspeiser is megerősítette, de Chausson saját életrajzírója, Ralph Scott Grover határozottan elutasította.
Chaussont a Párizsi Père-Lachaise temetőben temették el. A temetésen a művészeti élet számos vezető alakja vett részt, köztük Duparc, Fauré, Albeniz, Redon, Edgar Degas, Auguste Rodin, Henri de Régnier, Pierre Louÿs és Debussy. Bár Chausson testvéri viszonya Debussyvel már öt évvel azelőtt hirtelen véget ért, miután nem fogadta el Debussy promiszkuitását, Debussy továbbra is Chausson zenéjének csodálója maradt.

## Emlékezete
Párizs 17. kerületében egy kis parkot neveztek el róla.

## Zenéje

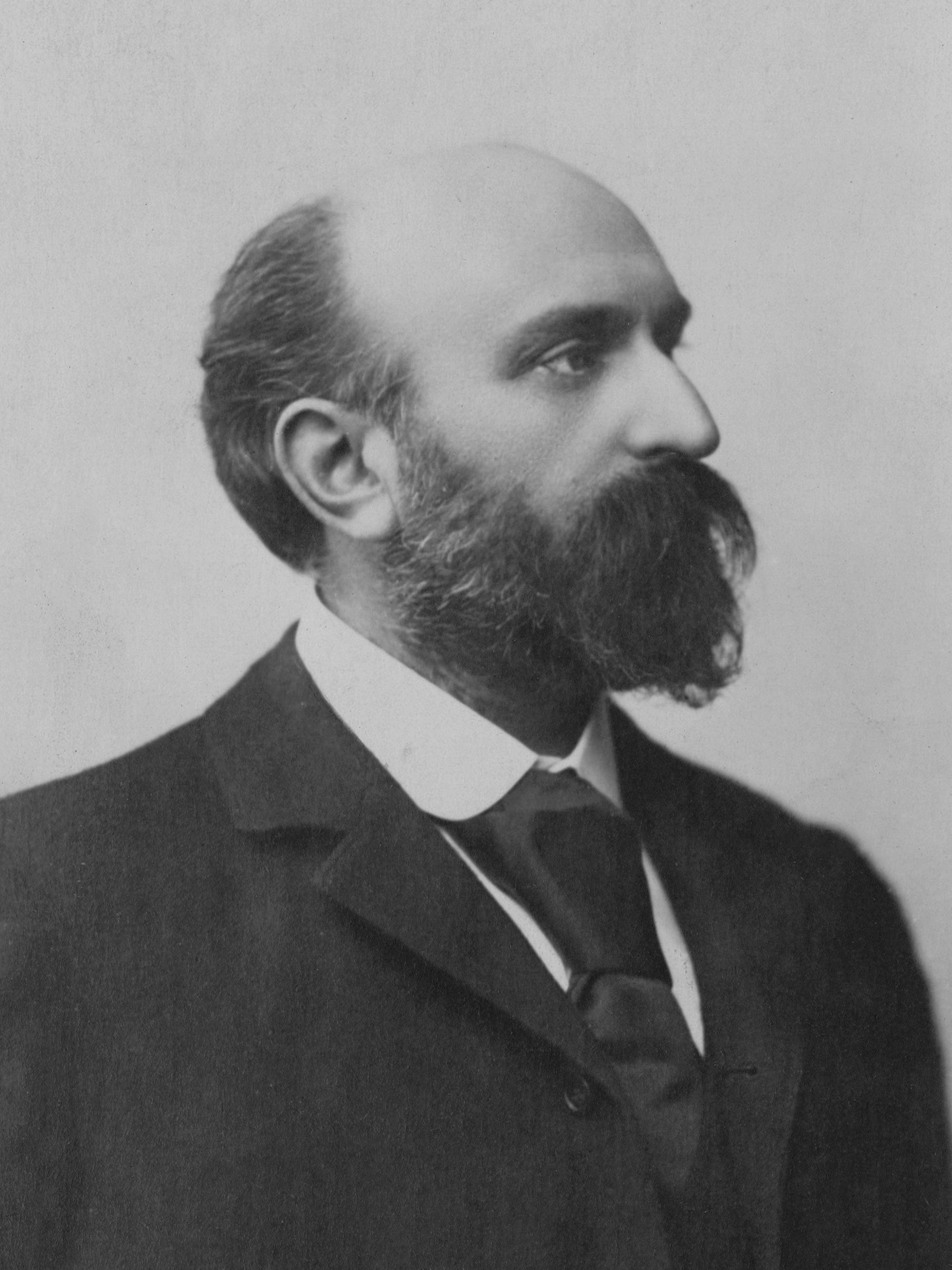
Ernest Chausson, Guy & Mockel fotója, Párizs, kb. 1897, Francia Nemzeti Könyvtár

Chausson alkotói munkáját három időszakra osztják. Az elsőn Massenet jelentős hatása érződik. Az 1886-ban kezdődő második korszak drámaibb jellegzetességeket mutat, ami részben Chausson-nak a művészi társasággal való kapcsolatait tükrözi. Apja 1894-ben bekövetkezett halála jelenti harmadik időszakának kezdetét, melynek során különösen a szimbolista költők és az orosz irodalom, elsősorban Turgenyev, Dosztojevszkij és Tolsztoj művei befolyásolták.
Chausson munkája mélyen individuális, de tükrözi Wagnernek és másik zenei példaképének, Francknek technikai hatásait. Néha nemcsak Massenet, hanem Brahms stílusának nyomai is felfedezhetők nála. Chausson kompozíciós kifejezésmódja kapcsolatot teremt Massenet és Franck érett romanticizmusa és Debussy introvertált impresszionizmusa között.
Chausson tollából számos finom és csodálatos dal származik. Egy operát, a Le roi Arthus-t (Arthur király) fejezett be. Zenekarra kevés, de jelentős művet írt. Ezek közé tartozik a Viviane szimfonikus költemény; egyetlen szimfóniája, a B-moll szimfónia; a Poème for violin and orchestra, ami hegedű repertoárjának fontos darabja; és a drámai, kísérteties, dalciklus, a Poéme de l'amour et de la mer (Szerelem és a tenger költeménye).
Úgy vélik, hogy Chausson volt az első zeneszerző, aki a cselesztát használta. Ezt a hangszert 1888 decemberében alkalmazta a kis zenekarra írt darabjában, a La tempête-ben (A vihar), ami Shakespeare A vihar című művének Maurice Bouchor által készített francia fordításán alapult.
Chausson mindössze 39 opus-számozott darabot hagyott hátra. A zenei alkotás számára mindig hosszú, fájdalmas harcnak bizonyult. Kompozícióinak minősége és eredetisége azonban folyamatosan magas, számos műve továbbra is megjelenik vezető énekesek, kamarazenei együttesek és zenekarok programjaiban.

„Vannak pillanatok, amikor olyan érzésem van, mintha valamiféle lázas ösztön hajtana, mintha az a bajsejtelem gyötörne, hogy nem tudom elérni a célomat, vagy ha igen, már túl késő.”

– Ernest Chausson

## Művei
Opus számmal
- Öt fantázia zongorára Op.1 (1879-1880)
- Hét dal Op.2 (1879-1882) Benne:

1. Nanny (Charles Marie René Leconte de Lisle)
2. Le charme (A varázslat, Armand Silvestre)
3. Les papillons (Lepkék, Théophile Gautier)
4. La dernière feuille (Az utolsó lap, Théophile Gautier)
5. Sérénade italienne (Olasz szerenád, Paul Bourget)
6. Hébe (Hebe, Louise-Victorine Ackermann)
7. Le colibri (A kolibri, Charles Marie René Leconte de Lisle)

- g-moll Zongoratrió Op.3
- Les caprices de Marianne (Marianne szeszélyei) lírai komédia, szövegkönyv: Alfred de Musset (1882-1884) Op.4 befejezetlen
- Viviane, szimfonikus költemény a kerekasztal legendájának Op.5 (1882, átdolgozva 1887)
- Két motetta énekre, hegedűre és orgonára Op.6 (1883) Benne:

1. Deus Abraham
2. Ave Verum

- Hélène, kétfelvonásos opera, szövegkönyv: Charles Marie René Leconte de Lisle Op.7 (1883-4), befejezetlen
- Négy dal, Maurice Bouchor verseiből Op.8 (1882-1888) Benne:

1. Nocturne (Noktürn)
2. Amour d'antan (Szerelem az elmúlt években)
3. Printemps triste (Szomorú tavasz)
4. Nos souvenirs (Emlékeink)

- Hymne védique (Védikus himnusz) négy szólistára és zenekarra Leconte de Lisle verse alapján Op.9 (1886)
- Solitude dans les bois (magány az erdőben). szimfonikus költemény Op.10 (1886) elpusztított
- Két duó énekhangra Op.11 (1883) Benne:

1. La nuit (Éjszaka), Théodore de Banville
2. Le réveil (Az ébredés) Honoré de Balzac

- Három motetta négy szólistára gordonkára, hárfára és orgonára Op.12 (1886) Benne:

1. Ave Maria
2. Tota pulchra es
3. Ave maris stella

- Négy dal Op.13 (1885-1887) Benne:

1. Apaisement (Kibékítés, Paul Verlaine)
2. Sérénade (Szerenád, Jean Lahor)
3. L’aveu (A vallomás, Auguste de Villiers de L’Isle-Adam)
4. La cigale (A kabóca, Charles Marie René Leconte de Lisle)

- La caravane (A karaván, Gautier dalszövegére) Op.14 (1887, szintén zenekari)
- Chant nuptial (Esküvői dal) dal négy női szólistára, Charles Marie René Leconte de Lisle Op.15 (1887-1888)
- Három motetta Op.16 (1888-1891) Benne:

1. Lauda Sion ének, orgona és hárfa
2. Benedictus két szoprán és hárfa
3. Pater noster ének és orgona

- Chansons de Miarka (Miarka-dalok, Jean Richepin) Op.17 (1888) Benne:

1. Les morts (A halottak)
2. La pluie (Az eső)

- La tempête (A vihar) kísérőzene Shakespeare műve alapján szólistákra és kis zenekarra Op.18 (1888) Benne: Öt darab

1. Chant d'Ariel (Ariel dala)
2. Air de Dance (Táncdal)
3. Duo de Junon et Cérès (Juno és Ceres)
4. Danse rustique (Paraszttánc)
5. Chanson d'Ariel (Ariel dala), később átdolgozva szólói hangok, fuvola, hegedű, viola, cselló, hárfa és cseleszta (1905)

- Poéme de l’amour et de la mer (A szerelem és a tenger költeménye) - szoprán vagy mezzoszoprán és zenekar Op.19 (1882-1890, átdolgozva 1893)
- B-dúr Szimfónia Op.20 (1890)
- D-dúr Versenymű zongorára, hegedűre és vonósnégyesre Op.21 (1889-91)
- Szent Cecília legendája - kísérőzene Maurice Bouchor műve alapján Op.22 (1891)
- Le roi Arthus (Arthur Király) - háromfelvonásos opera Op.23 (1886–95)
- Serres chaudes (Üvegházak) - dalciklus Maurice Maeterlinck verseiből Op.24 (1893-1896) Benne:

1. Serres chaudes (Üvegházak)
2. Serre d’ennui (Az unalom szorítása)
3. Lassitude (Fáradtság)
4. Fauves las (Fáradt vadak)
5. Oraison (Ima)

- Poéme hegedűre és zenekarra Op.25 (1896)
- Quelques danses (Néhány tánc) zongorára Op.26 (1896)
- Dédicace (Ajánlás
- Sarabande
- Pavane
- Forlane
- Három dal Camille Mauclair verseiből Op.27 (1896) Benne:

1. Les heures (Az órák)
2. Ballade (Ballada)
3. Les couronnes (Koronák)

Shakespeare-dalok Op.28 (1890-1897) Benne:
1. Chanson de clown (A bohóc dala) a Vízkereszt, vagy amit akartokból
2. Chanson d’amour (A szerelem dala) a Intézkedés az Intézkedéshez
3. Chanson d’Ophélie (Ophélia dala) a Hamletből
4. Chant funèbre (Gyász dal) a Sok hűhó semmiért-hez

- Ballata (eredeti cím Canzoniere Dante), Dante verséhez négy szólistára Op.29 (1896-1897)
- A-dúr Zongoranégyes Op.30 (1897)
- Vêpres pour le commun des vierges (Vesperás) Op.31 (1897)
- Soir de fête (Ünnep este)-szimfonikus költemény Op.32 (1897-1898)
- Pour un arbre de Noël (Karácsonyfára)-dal Op.33 (1898)
- Két költemény Verlaine verseiből Op.34 (1898) Benne:

1. La chanson bien douce (Az édes dal)
2. Le chevalier malheur (A szerencsétlenség lovagja)

- C-moll Vonósnégyes Op.35 (1897-1899)
- Két melódia Op.36 (1896-1898) Benne:

1. Cantique à l’épouse (A menyasszonyhoz, Albert Jounet)
2. Dans la forêt du charme et de l’enchantement (A bűvös bájos  erdőben, Jean Moréas)

- Chanson perpétuelle (Végtelen dal, Charles Gros)-szopránra és zenekarra vagy zongoraötössel Op.37 (1898)
- Paysage (Tájkép)-zongorára Op.38 (1895)
- Darab gordonka, brácsa és zongorára Op.39 (1897)

## Művek opus szám nélkül
Színpad
- Les oiseaux (A madarak),kísérőzene Arisztophanész műve alapján, fuvola és brácsa (1889)

Kórus-zenekar
- La veuve du roi basque (A baszk király özvegye) ballada Leon Brethous-Lafargue műve alapján (1879)
- Hylas (Hülasz) Charles Marie René Leconte de Lisle műve alapján (1879-1880)
- Esméralda (Esmeralda) Victor Hugo műve alapján (1880)
- Hymne à la nature (Himnusz a természethez) Armand Silvestre műve alapján (1881)
- L’arabe (Arab) Kantáta (1881)

Zenekari
- 2.Szimfónia (töredék, 1899)

Kamara
- Andante és Allegro klarinétra és zongorára (1881)
- Versenymű zongorára, oboára, brácsára és vonósnégyesre (töredék, 1897)

Zongora
- Szonatinák zongora négykezesre (1878)

1. G-moll
2. D-moll

- Tizenegy fúga Bach, Franck, Massenet és Saint-Saëns témákon zongorára (1880-1881)
- Katonainduló zongorára (1884)

Egyházi
- O salutaris orgonára, zongorára vagy hárfára (1879)
- Tantum ergo szólistára, orgonára, hegedűre és hárfára (1894)

Dalok
- Lilas (Az orgona, Maurice Bouchor verse alapján) (1877)
- Le petit sentier (A kis ösvény) Maurice Bouchor verse alapján (1878)
- L’albatros (Az albatrosz) Charles Baudelaire verse alapján (1879)
- Le rideau de ma voisine (A szomszédom függönye) Alfred de Musset verse alapján (1879)
- Nous nous aimerons (Szeretjük egymást) Maurice Bouchor verse alapján (1882)
- Le mort maudit (Az átkozott halott) Jean Richepin verse alapján (1884)
- Epithalame (Maurice Bouchor verse alapján) (1886)
- Marins dévots à la Vierge (A Szent Szűz tengerészei) Léon-Paul Fargue verse alapján (1898)